# 小行星3683
小行星3683（3683 Baumann）是一颗绕太阳运转的小行星，为主小行星带小行星。该小行星于1987年6月23日发现。

## 轨道参数
小行星3683的轨道半长轴为3.1436691 UA，离心率为0.111。